# Jorge Gomes Vieira
Jorge Gomes Vieira (Lisboa, 23 de Novembro de 1898 - 6 de Agosto de 1986) foi um defesa-esquerdo do Sporting Clube de Portugal. Jogou 17 vezes, 15 como capitão, pela selecção portuguesa de 1921 a 1928.